# グラント・デイトン
グラント・A・デイトン（Grant A. Dayton, 1987年11月25日 - ）は、アメリカ合衆国アラバマ州マディソン郡ハンツビル出身の元プロ野球選手（投手）。左投左打。

## 経歴

### プロ入りとマーリンズ傘下時代
2010年のMLBドラフト11巡目（全体347位）でフロリダ・マーリンズから指名され、プロ入り。契約後、傘下のルーキー級ガルフ・コーストリーグ・マーリンズでプロデビュー。A-級ジェームズタウン・ジャマーズでもプレーし、2球団合計で18試合に登板して1勝1敗2セーブ、防御率1.21、24奪三振を記録した。
2011年はA級グリーンズボロ・グラスホッパーズでプレーし、49試合に登板して7勝1敗5セーブ、防御率2.89、99奪三振を記録した。
2012年はA+級ジュピター・ハンマーヘッズとAA級ジャクソンビル・サンズでプレーし、2球団合計で38試合（先発6試合）に登板して4勝6敗2セーブ、防御率2.47、90奪三振を記録した。オフにはアリゾナ・フォールリーグに参加し、フェニックス・デザートドッグスに所属した。
2013年はAA級ジャクソンビルでプレーし、30試合に登板して4勝4敗1セーブ、防御率2.37、56奪三振を記録した。オフの11月20日にメジャー契約を結び、40人枠入りした。
2014年はAA級ジャクソンビルとAAA級ニューオーリンズ・ゼファーズでプレーし、2球団合計で50試合に登板して2勝3敗4セーブ、防御率3.12、79奪三振を記録した。
2015年は開幕からAAA級ニューオーリンズでプレー。4月24日にDFAとなった。26日にマイナー契約を結び直し、AAA級ニューオーリンズに配属となった。

### ドジャース時代
2015年7月15日にクリス・リードとのトレードで、ロサンゼルス・ドジャースへ移籍した。移籍後は傘下のAA級タルサ・ドリラーズとAAA級オクラホマシティ・ドジャースでプレーし、移籍前を含めて3球団合計で42試合に登板して3勝4敗1セーブ、防御率4.08、65奪三振を記録した。
2016年はAAA級オクラホマシティで開幕を迎え、一時はAA級タルサに降格していた。7月21日にメジャー契約を結んでアクティブ・ロースター入りし、翌22日のセントルイス・カージナルス戦でメジャーデビュー。この年メジャーでは25試合に登板して0勝1敗、防御率2.05、39奪三振を記録した。
2017年は29試合に登板して1勝1敗、防御率4.94、20奪三振の成績を残したが、7月28日に首の痛みで10日間の故障者リストに入り、8月18日にAA級タルサにリハビリ登録されたが、登板前のウォームアップで肘に違和感を感じ、医師の診察を受けたところ手術が必要と診断されてトミー・ジョン手術を受けた。9月1日に60日間の故障者リストに入った。

### ブレーブス時代
2017年11月20日にウェイバー公示を経てアトランタ・ブレーブスへ移籍した。
2018年2月14日に60日間の故障者リストに入った。この年は手術からの回復に専念し、メジャー・マイナーともに登板はなかった。
2019年は開幕からAAA級グウィネット・ストライパーズで5試合に登板し、4月30日にメジャー復帰を果たした。この年は4回の昇格・3回の降格を繰り返し、メジャーで14試合に登板した。
2021年11月7日に自由契約となった。

### マーリンズ傘下時代
2022年3月22日にマイアミ・マーリンズとマイナー契約を結んだ。5月17日に自由契約となった。

### エンゼルス傘下時代
2022年5月21日にロサンゼルス・エンゼルスとマイナー契約を結んだが、11月10日にFAとなった。2023年7月28日に自身のSNSにて現役引退を発表した。

### 引退後
引退後は、健康保険会社に就職した。

## 詳細情報

### 年度別投手成績
| 年 度    | 球 団    | 登 板 | 先 発 | 完 投 | 完 封 | 無 四 球 | 勝 利 | 敗 戦 | セ 丨 ブ | ホ 丨 ル ド | 勝 率 | 打 者 | 投 球 回 | 被 安 打 | 被 本 塁 打 | 与 四 球 | 敬 遠 | 与 死 球 | 奪 三 振 | 暴 投 | ボ 丨 ク | 失 点 | 自 責 点 | 防 御 率 | W H I P |
| -------- | -------- | ----- | ----- | ----- | ----- | -------- | ----- | ----- | -------- | ----------- | ----- | ----- | -------- | -------- | ----------- | -------- | ----- | -------- | -------- | ----- | -------- | ----- | -------- | -------- | ------- |
| 2016     | LAD      | 25    | 0     | 0     | 0     | 0        | 0     | 1     | 0        | 6           | .000  | 101   | 26.1     | 14       | 4           | 6        | 0     | 1        | 39       | 0     | 0        | 6     | 4        | 2.05     | 0.76    |
| 2017     | LAD      | 29    | 0     | 0     | 0     | 0        | 1     | 1     | 0        | 4           | .500  | 102   | 23.2     | 19       | 5           | 12       | 1     | 0        | 20       | 0     | 0        | 13    | 13       | 4.94     | 1.31    |
| 2019     | ATL      | 14    | 0     | 0     | 0     | 0        | 0     | 1     | 0        | 1           | .000  | 51    | 12.0     | 12       | 4           | 4        | 0     | 0        | 14       | 0     | 0        | 5     | 4        | 3.00     | 1.33    |
| 2020     | ATL      | 18    | 0     | 0     | 0     | 0        | 2     | 1     | 0        | 0           | .667  | 117   | 27.1     | 22       | 4           | 11       | 1     | 1        | 32       | 0     | 0        | 9     | 7        | 2.30     | 1.21    |
| 2021     | ATL      | 13    | 0     | 0     | 0     | 0        | 0     | 0     | 0        | 1           | ----  | 61    | 13.0     | 15       | 2           | 6        | 1     | 0        | 14       | 0     | 0        | 10    | 9        | 6.23     | 1.62    |
| MLB：5年 | MLB：5年 | 99    | 0     | 0     | 0     | 0        | 3     | 4     | 0        | 12          | .429  | 432   | 102.1    | 82       | 19          | 39       | 3     | 2        | 119      | 0     | 0        | 44    | 39       | 3.43     | 1.18    |

### 年度別守備成績
| 年 度 | 球 団 | 投手（P） | 投手（P） | 投手（P） | 投手（P） | 投手（P） | 投手（P） |
| 年 度 | 球 団 | 試 合     | 刺 殺     | 補 殺     | 失 策     | 併 殺     | 守 備 率  |
| ----- | ----- | --------- | --------- | --------- | --------- | --------- | --------- |
| 2016  | LAD   | 25        | 1         | 1         | 0         | 0         | 1.000     |
| 2017  | LAD   | 29        | 1         | 0         | 0         | 0         | 1.000     |
| 2019  | ATL   | 14        | 0         | 1         | 0         | 0         | 1.000     |
| 2020  | ATL   | 18        | 1         | 3         | 0         | 0         | 1.000     |
| MLB   | MLB   | 86        | 3         | 5         | 0         | 0         | 1.000     |

- 2020年度シーズン終了時

### 背番号
- 75（2016年 - 2017年、2019年 - 2021年）